# Goretity József
Goretity József (Borota, 1961. május 6. –) József Attila-díjas magyar irodalomtörténész, egyetemi docens, műfordító.

## Életpályája
Szülei: Goretity József és Kósa Mária. 1980–1985 között a József Attila Tudományegyetem Bölcsészettudományi Karának magyar–orosz szakos hallgatója. 1985–1992 között a Kossuth Lajos Tudományegyetem Bölcsészettudományi Kara Szláv Filológiai Intézetének tanársegédje, 1992–1994 között az egyetem Magyar és Összehasonlító Irodalomtudományok Intézetének adjunktusa, 2003 óta docense. 1996–2000 között az összehasonlító irodalomtudományok tanszékvezetője, 2000–2002 között a moszkvai Magyar Kulturális, Tudományos és Tájékoztatási Központ tudományos igazgatója, 2002–2003 között pedig a Balassi Bálint Intézet munkatársa volt. 2004-ben habilitált. 2005–2006 között a Palatinus Kiadó szerkesztőbizottsági tagja.
Kutatási területe a 19–20. századi orosz próza sajátosságai, intertextualitás és mítoszkritika összefüggései a 19. századi európai irodalomban, kortárs orosz próza.

## Művei
- Idézet, paródia, és mítosz Fjodor Szologub(wd) két regényében (1995)
- Goretity József–Laczkó Zsuzsa: Nem csak novellák; Debreceni Nyári Egyetem, Debrecen, 1997 (Hungarolingua)
- Regénymodell és nevetés-esztétika. Két Nabokov-regény értelmezése (1998)
- Motívumkutatás és mítoszkritika. Komparatisztikai tanulmányok; szerk. Goretity József; KLTE, Debrecen, 1998
- Komparasztikai szöveggyűjtemény (szerkesztő, 1998)
- Válogatás a mai orosz kritikából (szerkesztő, 2000)
- Az orosz irodalom története 1941-től napjainkig (2002)
- Szentpétervár 300 éves (szerkesztő, 2003)
- Oroszok – ma (szerkesztő, 2004)
- Varlam Tyihonovics Salamov: Szentencia (szerkesztő, 2005)
- Töredékesség és teljességigény. Huszadik századi orosz prózai művek értelmezése; Palatinus, Bp., 2005
- Régiók Oroszországban; szerk. Goretity József; in: Kalligram, 2005. július–augusztus
- Szerelemfelfogások az irodalomban; összeáll. Goretity József; Kossuth Egyetemi, Debrecen, 2006 (Studia litteraria)
- Visszatérés a Szojuzba. Válogatás az orosz minimalista prózából; vál., összeáll., szerk. M. Nagy Miklós, Goretity József; Antológia, Lakitelek, 2013
- Idegen partokon. Válogatás az orosz emigráció kisprózájából; vál., összeáll. Goretity József és M. Nagy Miklós; Antológia, Lakitelek, 2014

## Műfordításai
- Alekszej Loszev: A mítosz dialektikája (2000)
- Mihail Epstejn: Az információrobbanás és a posztmodern trauma. A posztmodern és Oroszország (2001)
- Szergej Dovlatov: Külföldi nő (2003)
- Ljudmila Jevgenyjevna Ulickaja: Médea és gyermekei (2003)
- Ljudmila Ulickaja: Kukockij esetei (2003)
- Pjotr Vajl: A hely zsenije (a Paradicsom felé és az Aranykapu című fejezetek) (2003)
- Andrej Platonov: Technikai regény (2003)
- Ljudmila Ulickaja: Életművésznők (2004)
- Vlagyimir Makanyin: A lyuk (2004)
- Andrej Platonov: Dzsan (2004)
- Ljudmila Ulickaja: Vidám temetés (2005)
- Viktor Vlagyimirovics Jerofejev: A jó Sztálin (2005)
- Ergali Ger: Telefonmesék (2005)
- Ljudmila Ulickaja: Odaadó hívetek, Surik (2008)
- Ljudmila Ulickaja: Elsők és utolsók (2010)
- Ljudmila Ulickaja: Imágó (2011)
- Ljudmila Ulickaja: A mi urunk népe (2012)
- Ljudmila Ulickaja: Örökbecsű limlom (2013)
- Ljudmila Ulickaja: Jákob lajtorjája (2016)

## Díjai
- József Attila-díj (2024)[1]